# Restrepo (film)
Restrepo is een documentaire uit 2010. Het is geregisseerd door Sebastiaan Junger en Tim Hetherington. De documentaire volgt een peloton Amerikaanse soldaten in de Korengalvallei te Afghanistan. De documentaire is, net als het kamp in de vallei, vernoemd naar een omgekomen soldaat tijdens deze missie.

## Verhaal
De documentaire volgt het 2de Peloton van het Amerikaanse leger die 15 maanden worden gestationeerd in de Korengalvallei. De kijker krijgt te zien hoe de 15 soldaten moeten zien te overleven op hun post die vernoemd is naar de omgekomen pelotondokter. De Korengalvallei wordt als de dodelijkste plek op aarde gezien. En waar normale soldaten in Afghanistan af en toe een vuurgevecht meemaken, hebben de soldaten in Restrepo dat soms wel acht keer per dag.
Later in de documentaire worden de soldaten nog gevolgd op hun missie Operation Rock Avalanche.

## Ontvangst
De documentaire is in totaal voor 14 prijzen genomineerd en heeft er uiteindelijk 6 gewonnen, waaronder een Emmy Award.